# Cornelius Wiegand
Wilhelm Cornelius Wiegand, född sannolikt omkring 1778 i Tyskland, död omkring 1820 i Stockholm, var en tysk-svensk formskärare och mönstertecknare.
Wiegand inflyttade från Tyskland till Stockholm där han omnämns som formskärare 1800. Han arbetade som gesäll vid den Lammska kattunfabriken i Stockholm 1805 för att 1808 bli formskärare där. Han arbetade senare vid Rockows kattunfabrik där han arbetade med kopiering och detaljteckning av utländska mönster. Han fick även förtroendet att skapa egna mönster med utgångspunkt från äldre förlagor.     